# Чувашское Черепаново
Чува́шское Черепа́ново (тат. Чуаш Чурапаны, чув. Чӑваш Чураппанĕ) — деревня Тетюшского района Республики Татарстан в составе Бакрчинского сельского поселения.
Население деревни 188 чел. на (2010).

## История
Согласно легенде, деревня была основана двумя трудолюбивыми братьями, которых звали Чура и Пан. Они обучали ремеслу людей, путешествуя. Однажды им приглянулось место рядом с дорогой, которая вела в старинный город Хулаш, у реки под названием Кильна, и они решили там обосноваться. Поселение получило название Чураппан. Но из-за того, что деревня располагалась рядом с большой дорогой, она часто подвергалась нападениям разбойников. Поселенцы, измученные грабежами, переселились на левый берег реки Кильна, в глубь леса.
В первое время в деревне насчитывалось 18 дворов.
- 1922—1923 года возникновение пионерской организации.
- 1930 год — образование колхоза.
- 1934 год — появление электростанции в деревне.

## Люди, связанные с селом
- Аксаков, Николай Павлович — известный снайпер на Волховском фронте, уничтоживший 101 врага[1].
- Васильев, Иван Васильевич — артист оперы (баритон), концертный певец и педагог. Заслуженный учитель Чувашской АССР.
- Садовников, Григорий Данилович — полный кавалер Орденов Славы Великой Отечественной войны.
- Семёнов А. С. — командир полка Красной Армии в годы Гражданской войны[2].